# Diamonds on the Inside
Diamonds on the Inside é o quinto álbum de estúdio do cantor Ben Harper, lançado a 11 de Março de 2003.
| Críticas profissionais                                                      | Críticas profissionais |
| Avaliações da crítica                                                       | Avaliações da crítica  |
| Fonte                                                                       | Avaliação              |
| --------------------------------------------------------------------------- | ---------------------- |
| allmusic                                                                    | [ 1 ]                  |
| Pitchfork Media                                                             | (6.5/10)               |
| Esta tabela precisa de ser acompanhada por texto em prosa. Consulte o guia. |                        |

## Faixas
Todas as faixas por Ben Harper, exceto onde anotado
1. "With My Own Two Hands" – 4:35
2. "When It's Good" – 3:03
3. "Diamonds On The Inside" – 4:27
4. "Touch from Your Lust" – 4:28
5. "When She Believes" – 5:20
6. "Brown Eyed Blues" (Harper/Nelson) – 5:42
7. "Bring the Funk" (Charles/Harper/Kurstin/Mobley/Nelson) – 4:07
8. "Everything" – 3:04
9. "Amen Omen" – 5:51
10. "Temporary Remedy" – 3:11
11. "So High So Low" – 3:44
12. "Blessed to Be a Witness" – 4:11
13. "Picture of Jesus" – 5:49
14. "She's Only Happy in the Sun" (Dean Butterworth/Harper) – 3:57

## Tabelas
Álbum - Billboard (América do Norte)
| Ano  | Tabela              | Posição |
| ---- | ------------------- | ------- |
| 2003 | Billboard 200       | 19      |
| 2003 | Top Canadian Albums | 8       |
| 2003 | Top Internet Albums | 19      |

## Créditos
- Ben Harper - Órgão, guitarra acústica, baixo, bateria, guitarra elétrica, vocal
- Al Yasha Anderson - Guitarra
- Carla Benson - Vocal de apoio
- Ron Blake - Trompete
- Leo Chelyapov - Clarinete
- John Ingram - Vocal de apoio
- Greg Kurstin - Sintetizador, piano, celeste, órgão Hammond, piano elétrico, vocal de apoio
- Ladysmith Black Mambazo - Vocal
- Greg Leisz - Guitarra
- Timothy Loo - Violoncelo
- Misty Love - Vocal de apoio
- Leon Mobley - Percussão, vocal de apoio
- Juan Nelson - Baixo, vocal de apoio
- Nicky P. - Guitarra acústica, guitarra, guitarra elétrica
- David Ralicke - Trombone
- Darrel Sims - Viola
- Amy Wilkins - Harpa
- Rebecca Yeh - Violoncelo
- Josef Zimmerman - Contrabaixo